# Sorgvägsteklar
Sorgvägsteklar (Cryptocheilus) är ett släkte av steklar som beskrevs av Georg Wolfgang Franz Panzer 1806. Sorgvägsteklar ingår i familjen vägsteklar.
Släktet innehåller bara arten Cryptocheilus fabricii.